# Trinkets
Trinkets es una serie de televisión web estadounidense de comedia dramática basada en la novela homónima de 2013 de Kirsten «Kiwi» Smith. Es creada por Smith, Amy Andelson y Emily Meyer, y se estrenó el 14 de junio de 2019 en Netflix. El 29 de julio de 2019, se anunció que la serie fue renovada para una segunda temporada.

## Sinopsis
Trinkets se centra en «tres adolescentes de diferentes rincones de la cafetería de la secundaria – Elodie, la desdichada inadaptada; Moe, la chica misteriosa; y Tabitha, la imagen imperfecta de la perfección – que se encuentran en la misma reunión obligatoria de Ladrones de tiendas Anónimos, y se forma una amistad poco probable. Encontrarán fortaleza la una con la otra a medida que negocian problemas familiares, el drama de la escuela secundaria y el complicado dilema de tratar de encajar mientras anhelan escapar».

## Reparto

### Principales
- Brianna Hildebrand como Elodie Davis
- Kiana Madeira como Moe Truax
- Quintessa Swindell como Tabitha Foster
- Brandon Butler como Brady Finch
- Odiseas Georgiadis como Noah Simos
- Larry Sullivan como Doug Davis
- Dana Green como Jenna Block

### Recurrentes
- Henry Zaga como Luka Novak
- Larisa Oleynik como Shawn
- Jessica Lynn Skinner como Kayla Landis
- October Moore como Vicky
- Austin Crute como Marquise (temporada 2)
- Nik Dodani como Chase (temporada 2)
- Andrew Jacobs como Ben Truax (temporada 2)
- Chloë Levine como Jillian (temporada 2)

## Episodios
| N.º (serie) | Título                   | Director          | Guionista(s)                                      | Emisión original    |
| ----------- | ------------------------ | ----------------- | ------------------------------------------------- | ------------------- |
| 1           | «Mirror Faces»           | Sara St. Onge     | Amy Andelson & Emily Meyer                        | 14 de junio de 2019 |
| 2           | «Paper Tiger»            | Sara St. Onge     | Linda Gase                                        | 14 de junio de 2019 |
| 3           | «P*ssy Palace»           | Clare Kilner      | Jess Meyer                                        | 14 de junio de 2019 |
| 4           | «Happy F**king Birthday» | Clare Kilner      | Amy Andelson & Emily Meyer                        | 14 de junio de 2019 |
| 5           | «Big Mistake»            | Sherwin Shilati   | Matt Shire                                        | 14 de junio de 2019 |
| 6           | «Rearview Mirror»        | Sherwin Shilati   | Stephanie Coggins                                 | 14 de junio de 2019 |
| 7           | «Truth Serum»            | Hannah Macpherson | Jess Meyer & Kirsten «Kiwi» Smith                 | 14 de junio de 2019 |
| 8           | «Monday I'm in Love»     | Hannah Macpherson | Amy Andelson & Emily Meyer                        | 14 de junio de 2019 |
| 9           | «Night Market»           | Sara St. Onge     | Linda Gase                                        | 14 de junio de 2019 |
| 10          | «The Great Escape»       | Sara St. Onge     | Amy Andelson & Emily Meyer & Kirsten «Kiwi» Smith | 14 de junio de 2019 |

## Producción

### Desarrollo
El 18 de mayo de 2015, se anunció que MTV adaptará una versión televisiva de la novela de 2013 de Kirsten Smith Trinkets. Smith se desempeñará como la cocreadora y productora ejecutiva junto con Morgan J. Freeman y Dia Sokol Savage. Andrea Seigel es también cocreadora y escribirá el guion. El 15 de octubre de 2018, se anunció que Netflix ordenó el desarrollo de la serie. Amy Andelson, Emily Meyer y Smith escribirán el guion y serán productoras ejecutivas junto con Shelley Zimmerman, Brin Lukens, Rebecca Glashow y Linda Gase. Gase también se desempeñará como showrunner, y Sara St. Onge dirigirá los primeros dos episodios. El 30 de mayo de 2019, se anunció que la serie está programada para estrenarse el 14 de junio de 2019. El 29 de julio de 2019, se anunció que la serie fue renovada para una segunda y última temporada, con Sarah Goldfinger siendo la nueva showrunner. Según fuentes dicen que la decisión de anunciar una última temporada final fue porque la segunda temporada se estaba escribiendo para proporcionar la conclusión natural a la historia y Netflix quería que los espectadores supieran por adelantado que no habría una tercera temporada.

### Casting
El 15 de octubre de 2018, se anunció que Brianna Hildebrand, Kiana Madeira, Quintessa Swindell, Larry Sullivan, Brandon Butler, Odiseas Georgiadis, Henry Zaga, October Moore y Larisa Oleynik fueron elegidos. El 22 de octubre de 2019, se anunció que Austin Crute, Nik Dodani, Andrew Jacobs y Chloë Levine fueron elegidos en roles recurrentes.

### Rodaje
La serie se rodó en Portland, Oregon entre octubre y diciembre de 2018 durante 50 días. La segunda temporada comenzó a rodarse en octubre de 2019.

### Música
El 8 de junio de 2019, se anunció que Keegan DeWitt había compuesto el score de la serie.